# Microterys montinus
Microterys montinus är en stekelart som först beskrevs av Alpheus Spring Packard 1881.  Microterys montinus ingår i släktet Microterys och familjen sköldlussteklar. Inga underarter finns listade i Catalogue of Life.